# جاكي ميكنالي
جاكي ميكنالي (بالإنجليزية: Jackie McInally)‏ هو لاعب كرة قدم ومدرب كرة قدم بريطاني، ولد في 21 نوفمبر 1936 في آير في المملكة المتحدة، وتوفي بنفس المكان في يوليو 2016. لعب مع نادي كيلمارنوك ونادي ماذرويل وهاميلتون أكاديميكال.